# タシュケント (嚮導駆逐艦)
タシュケント（ロシア語: Ташкент（タシュキェーント）, Tashkent）は、イタリアで建造されたソ連の嚮導駆逐艦（Лидер эскадренных миноносцев）である。艦名は、ウズベク・ソビエト社会主義共和国（現在のウズベキスタン）の首都タシュケントに因んだものであるが、直接的にはロシア内戦時の殊勲船の名称を記念したものである。艦隊では、その艦体色と役割から「空色の巡洋艦」（ロシア語: “Голубой крейсер”（ガルボーイ・クリェーイスィル）, ロシア語ラテン翻字: “Goluboy kreyser”）と呼ばれて親しまれた。ソ連では、大祖国戦争における勝利のために大きな功績のあった英雄的な艦として記憶されている。

## 概要

### 開発
1930年代、イギリス、フランス、日本、アメリカ合衆国、イタリアでは高性能の大型駆逐艦を巡る建艦競争が巻き起こっていた。一方、ワシントン海軍軍縮条約に参加しなかったソ連では、この時期には第二次五ヶ年計画に着手しており、海軍力の増強を図っていた。そうした中、世界の潮流を見て、ソ連でもこうしたクラスの艦艇の保有が戦術上の課題として考えられるようになった。そこで、ソ連では最初の嚮導艦となる第1号および第38号計画型嚮導駆逐艦を開発し、合わせて6隻の同型が建造された。
その後、ソ連は嚮導艦の戦術的価値のさらなる向上のため、42.5 kn以上の高速力と20 knで5000浬の航続力の実現を根幹とした非装甲型嚮導偵察艦の基本計画を立案した。この計画は、海外の建艦技術を導入するためイタリアの造船会社に発注することが決定され、「I型」（ロシア語: типа «И»（チーパ・イー）, ロシア語ラテン翻字: tipa «I»）と呼ばれるようになった。「I」とは、旧来駆逐艦クラスの艦艇に形容詞による名称をつけてきたソ連・ロシア海軍の伝統に則り、「インポールトヌイ」(輸入の)、あるいは「イタリヤーンスキイ」(イタリアの)という語の頭文字であるとされた。また、この艦はこれも駆逐艦風の名称で「イタリヤーネツ」(イタリア人)とも渾名された。

### 建造

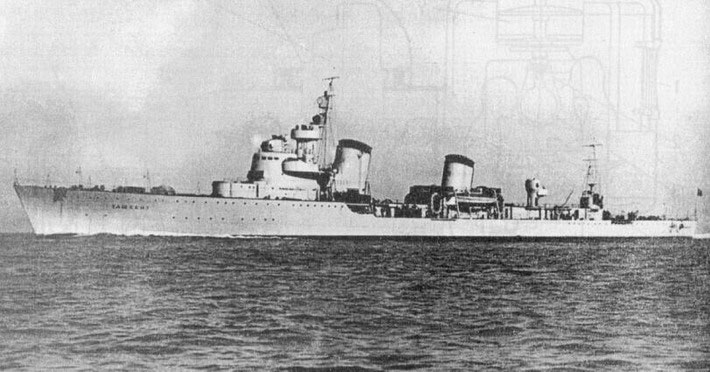
1939年、公試を実施するタシュケント

計画書を提出したイタリアの造船会社3社のうち、オート社の計画が最も優れていると判断された。ソ連と契約を結んだオート社は、計画に基づいた新型艦を1937年1月11日にリヴォルノ造船所で起工した。起工に伴い、「I型」は正式にタシュケントと名付けられた。レニングラート、キエフ、ミンスクなどソ連構成共和国の首都名を戴いた他の嚮導艦と違い、「イタリヤーネツ」に対してはロシア内戦中に戦没したヴォルガ小艦隊の曳船タシュケント(旧称第7号曳船)に因んでの命名がなされた。
タシュケントの起工に伴い、ソ連では3隻の同型艦を建造することが決定された。建艦は1938年から1939年にかけて行われることが予定された。その内2隻の建造は、ニコラーエフの第198造船所で行われるはずであった。レニングラートの第190工場ではこのクラスの嚮導艦の建造のために準備が整えられた。製造番号も艦に割り当てられ、最初の艦はバクー（Баку）と名付けられるはずであった。しかしこのプランは実現せず、計画は1937年下半期に中止された。ソ連ではイタリア式の技術による建艦の十分な経験がなく、特に方式の異なる動力機関のための資材の入手には大きな困難があることが予想されたためであった。
結局、姉妹艦なしの「一人っ子」となることが運命付けられたタシュケントは、同年12月28日に進水、1939年5月6日には竣工した。その後、タシュケントはソ連の海軍拠点のひとつであった黒海沿のオデッサ港まで回航され、ここで赤色海軍に受領された。10月22日には、黒海艦隊で実戦配備に就いた。タシュケントは、当初の予定ではバルト艦隊に配属されるはずであったが、第二次世界大戦のためヨーロッパを迂回してバルト海まで回航することは実質的に不可能となっており、やむなくイタリアから近い黒海方面に押し留められたものであった。

### 兵装

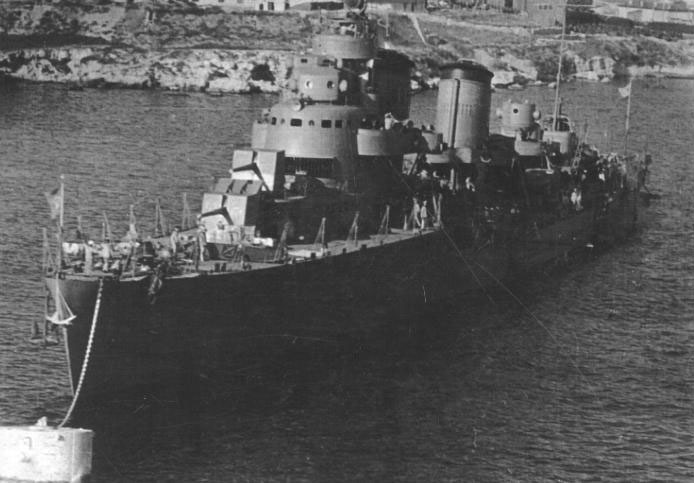
単装砲を搭載した初期の艦容

オデッサに到着した時、タシュケントは未武装の状態であった。その後、タシュケントはソ連仕様の武装を施されることとなっていた。当初は7型および7U型駆逐艦用の130mm単装砲B-13 3基を搭載したが、すぐに30型駆逐艦用に開発されたB-2LM連装砲 3基に換装された。これは重量37トンの砲塔で、8 mm の装甲を持ち、+45度から-5度の射角を持っていた。射程は13.9 海里(25.7 km 強)で、砲弾重量は33.5 kg、初速は870 m/s であった。
こうした大規模な改装は本来の性能を与えるためのもので、タシュケントには初めから連装砲塔の搭載が予定されており、イタリアでの完成時に連装砲塔が未完成であったために単装砲を搭載していた。改修作業はその後ニコラーエフに回航されて継続された。
砲撃はガリレオ社製「ドゥプレクス」射撃管制装置によって統禦された。これは、2基の4メートル測距儀を装備した主要指揮測距儀と1基の4メートル測距儀を装備した予備測距儀からなるシステムであった。
艦には主砲の他にも多くの武装が搭載された。当初搭載された45 mm 半自動高角砲21-Kは、1941年に37 mm 自動高角砲70-Kに換装された。また、艦には6基の12.7 mm DShK機銃や3基の533 mm 3連装魚雷発射管も搭載されていた。これに加えて、赤色海軍艦艇では定番となった2基の爆雷投射機が搭載され、これからは型式に拘らず爆雷を投射することができた。また、艦には最大100個の機雷が搭載された。
また、1941年には建造が中断されていた駆逐艦オグネヴォイから降ろされた76 mm 連装高角砲39-K
砲塔1組が装備された。
このほか戦時中にはマストを改修してレーダーの装備も実施された。しかし戦時中の改修作業については不明な点も多く、残された写真などから判断されている。従って、その全貌については今以て明らかではない。

### 実戦
1941年6月に始まった大祖国戦争において、タシュケントはオデッサの防衛やセヴァストーポリの防衛に積極的に参加した。タシュケントはV・Ye・エロシェーンコ少佐によって指揮された。最初の戦闘は、1941年8月22日にオデッサで経験した。しかし、8月30日、オデッサにてドイツ空軍の空襲により損傷を受け、10月からは修理に入った。
11月25日から28日にかけて、タシュケントは駆逐艦ソオブラジーテリヌイおよびスポソーブヌイとともに船団護衛の任に当たった。3隻は、バトゥーミから極東に向かう砕氷船アナスタス・ミコヤン、油槽船トゥアプセ、サハリン、バルラアム・アヴァネソフの4隻からなる輸送船団を護送し、船団が危険なボスポラス海峡を無事に通り抜けるまで見届けた。

### セヴァストーポリの戦い
セヴァストーポリにおける戦闘では、黒海艦隊で行われた数々の重要作戦に指揮艦として関わった。輝かしく、また悲劇的でもある大きな活躍を残したタシュケントの名は、その舷側からセヴァストーポリに降り立った海兵隊の兵士たち、一度ならず艦砲射撃で支援を受けた沿岸部隊、そしてその護衛によって命を救われた多くの船舶の指揮官に記憶されている。
セヴァストーポリの陸上防衛部隊は、増援部隊、火砲、弾薬、燃料、そして食料の継続的な供給を必要としていた。タシュケントは、その高速性能と高い機動力、そして強力な対空兵装で敵機から身を守った。また、1170トンという燃料搭載能力は、毎回その半分をセヴァストーポリに供給した。また、艦内空間が比較的広かったため多くの物資を積載することができた。ある支援作戦の際には最下甲板に鉄道車両を30輌近くも搭載したことがあった。これは重量で言えば700トンにも及ぶ過載であった。艦は時化に遭った際に波を越えることができず、艦上に襲い掛かる水の重量が第1最下甲板区画の甲板をへこませてしまった。裂け目が生じそこからは海水が流れ込んだ。しかし事故処理班はすぐさまこれを処理した。
ナチス・ドイツのセヴァストーポリ攻撃の第二波が行われた時期、主要基地にあったタシュケントは絶えず防衛部隊への援護射撃を行った。12月22日から24日にかけて、タシュケントは800発の砲弾を消費した。

### 南ロシアへの脱出
1942年6月27日、タシュケントは艦上に2300名の負傷者と難民、そしてフランツ・ルボーのパノラマ画「セヴァストーポリ包囲戦」を載せ、母港セヴァストーポリを捨て南ロシアのノヴォロシースクを目指す艦隊の最後尾を進んでいた。86機のドイツ空軍機が1時間余りに渡り艦を追撃し、336発の爆弾を投下した。巧みな機動によりタシュケントは直撃弾から逃れることに成功した。しかし至近弾の爆発により舵が動かなくなり、第1ボイラー室が水没した。
艦の支援のため、司令部は1組のPe-2を派遣した。この2機の高速爆撃機はドイツ空軍機を駆逐し、その間に駆逐艦ソオブラジーテリヌイとブジーテリヌイがノヴォロシースクからの脱出に成功した。これらの艦に傷病兵や難民を移したタシュケントは、自力でノヴォロシースクのツェメスカヤ・ブーフタまで到達した。この英雄的行為に対し、のちにタシュケントの全乗員に国家賞が送られ、指揮官エロシェンコとG・A・コノヴァーロフ1等大佐にはレーニン勲章が与えられた。
1942年7月1日、タシュケントはカフカース前線の指揮官S・M・ブジョーンヌイ将軍の訪問を受けた。将軍は、乗員の前で「このような戦士たちこそ、我々の軍の誇りである」と演説した。そして、将軍は「親衛」の名誉称号をタシュケントに与えることを自ら申請しておこうと約束した。
しかしその翌日、艦の命運は突如として尽きることとなった。7月2日正午近く、エレヴァートルヌイ係船場に停泊中であったタシュケントを敵機が不意打ちしたのである。Ju 88から投下された2発の命中弾が、タシュケントの息の根を止めることとなった。乗艦していた344名のうち、76名が戦死、77名が負傷した。そして、艦は埠頭脇に着底した。

### 復帰
タシュケントの戦列復帰は叶わなかった。潜水夫は、艦からすべての艤装を取り去った。76 mm 高角砲も撤去され、完成させることになった元のオグネヴォイに戻された。タシュケントの艦体自体は、そのまま桟橋に放置された。
タシュケントの浮揚は1944年のノヴォロシースク奪還まで待たねばならなかった。タシュケントはこの年の8月30日に浮揚されたが、調査の結果、艦の損傷は修復するにはあまりにひどく、艦の再生はならないとの判定が下った。タシュケントはニコラーエフまで曳航され、戦後、1946年から1948年にかけて解体された。